# Lorraine Pilkington
Lorraine Pilkington (Dublino, 1º gennaio 1975) è un'attrice irlandese.
Ha partecipato, tra l'altro, alle serie televisive Outnumbered nel 2007 e Britannia High nel 2008.

## Filmografia
- Un amore, forse due (The Miracle), regia di Neil Jordan (1991)
- La scomparsa di Finbar (The Disappearance of Finbar), regia di Sue Clayton (1996)
- L'ultimo dei grandi re (The Last of the High Kings), regia di David Keating (1996)
- Human Traffic, regia di Justin Kerrigan (1999)
- Bersagli del crimine - non ti resta che scappare (Conejo en la luna), regia di Jorge Ramirez Suarez (2004)
- Outnumbered - serie TV (2007)
- Britannia High - serie TV (2008)
- Cosa ha fatto Richard (What Richard Did), regia di Lenny Abrahamson (2012)